# محمد شافعي بك الرفاعي
محمد شافعي بك الرفاعي من مواليد قرية ميت المخلص مركز زفتى محافظة الغربية، وينتهي نسبه إلى علي بن أبي طالب و السيدة فاطمة الزهراء عليها السلام، تخصص في الأمراض الباطنية، وهو أول مصري أسس قسم للأمراض الباطنية بمدرسة الطب، وأول مصري ناظرًا لمدرسة الطب سنة 1847 م بعد الدكتور برون بك الفرنسي، وفي عهد الخديوي إسماعيل تولى رئاسة مستشفى القصر العينى وحاز رتبة البكوية. توفى سنة 1877م.